# ادب الکاتب
ادب الکاتب نوشتهٔ ابن قتیبه؛ کتابی است دربارهٔ نویسندگی و آنچه برای «کاتبان» بایسته است. نگارنده ویژگی‌ها و خوبی‌هایی که یک نویسندهٔ اسلامی باید داشته باشد، ذکر نموده است؛ آشنایی نویسنده با زبان و ادبیات عربی و فراگیری نحو و علم لغت را لازم دانسته است. او همچنین آشنایی نسبی یک نویسنده با دانش‌های روزگار خود را یاد کرده‌است و برای اخلاق نیز یادآور شده‌است. دیباچهٔ ادب الکاتب نیز مفصّل است و مثال‌های گویایی از برخی نویسندگان همروزگار بیان کرده‌است. پس از دیباچه، کتاب چهار بخش دارد و مجموعاً ۲۰۹ باب را دربرمی گیرد.